# از کفم رها
«از کفم رها شد قرار دل» یا به اختصار «از کفم رها» تصنیفی در یک بند از عارف قزوینی است که سال ۱۳۲۹ هجری قمری ساخته شد. اصل این تصنیف ۱۴ بیت دارد و در آواز افشاری آهنگسازی شده، اگرچه نسخهٔ دیگری از تصنیف نیز در آواز ابوعطا بعدها ضبط و منتشر شده است. خوانندگان مختلفی نظیر عبدالله دوامی، مرضیه، محمدرضا شجریان، سیما بینا، سیما مافیها، محمد معتمدی و مهدیه محمدخانی این تصنیف را به آواز خوانده‌اند، اگر چه معمولاً فقط چند بیت از آن را یکجا اجرا کرده‌اند.
از کفم رها از آثار شاخص و ستایش‌شدهٔ عارف است و نسخه‌ای از آن که به آواز عبدالله دوامی و ساز درویش‌خان در تفلیس ضبط شده بود، به عنوان یکی از مشهورترین صفحه‌های ضبط‌شده توسط دوامی شناخته می‌شود.

## تاریخچه
تصنیف از کفم رها ساختهٔ عارف قزوینی (۱۲۵۹ – ۱ بهمن ۱۳۱۲)، شاعر، تصنیف‌ساز و خوش‌نویس اهل قزوین است. عارف در سال ۱۳۱۶ ه‍.ق (۱۲۷۷ تا ۱۲۷۸ ه‍.خ) برای نخستین بار به تهران آمد و در ۱۳۳۵ ه‍.ق در حمایت از جنبش مشروطه تهران را به مقصد کرمانشاه ترک کرد. بیشتر آثار عارف اشعار سیاسی دارند و از او به عنوان اولین کسی که از تصنیف برای اهداف سیاسی استفاده کرد یاد شده‌است اما او حدود ۲۵ تصنیف عاشقانه نیز ساخته که از کفم رها یکی از آن‌هاست.
عارف دربارهٔ چگونگی این تصنیف چنین توضیح داده‌است که آن را در سال ۱۳۲۹ ه‍.ق پس از جدایی از «دوست وفادار[ش] علی‌محمد معمارباشی» در مکانی بین قم و اصفهان ساخت. این تصنیف ابتدا با عنوان «تصنیف چهاردهم» در دیوان عارف چاپ شد. عبدالله دوامی که در همان سالِ ۱۳۲۹ ه‍.ق عازم تفلیس بود تا قطعات موسیقی را روی صفحه گرامافون ضبط کند، به خواهش عارف قزوینی از درویش‌خان که همسفرش بود درخواست می‌کند تا قطعه‌ای دیگر با نام «تصنیف شوستر» را (که محتوای سیاسی داشت و در آن به مورگان شوستر، حقوقدان آمریکایی که در استخدام دولت ایران بود اشاره شده بود) را اجرا و ضبط کند. درویش‌خان به دلیل محتوای سیاسیِ آن تصنیف، از ضبط آن سر باز می‌زند. در یکی از جلسات ضبط موسیقی، دوامی ناگهان شروع به اجرای تصنیف شوستر می‌کند که باعث خشم درویش‌خان می‌شود چنان‌که او با مشت پوستِ سازِ تار را پاره و استودیو را ترک می‌کند اما نهایتاً دوامی موفق می‌شود درویش‌خان را متقاعد کند که یک تصنیف غیر سیاسی از عارف خوانده شود و لذا تصنیف از کفم رها به آواز افشاری اجرا و ضبط می‌شود.

## خوانندگان

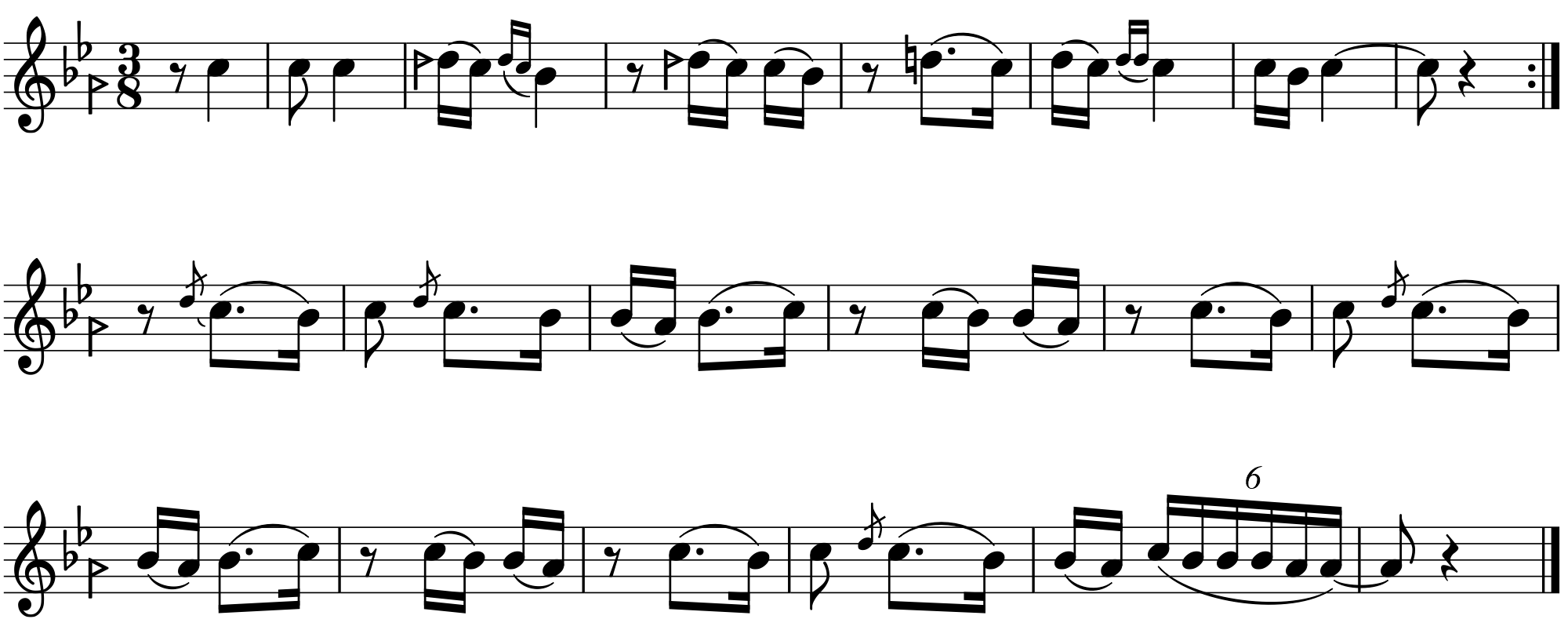
نت ۲۰ میزان نخست تصنیف از کفم رها، به روایت ارشد تهماسبی

عبدالله دوامی، مرضیه، محمدرضا شجریان و سیما بینا از جمله خوانندگانی هستند که تا کنون «از کفم رها» را خوانده‌اند. دوامی با تار درویش خان، شجریان در دههٔ ۱۳۵۰ ه‍.خ با تنظیم فرامرز پایور در آلبوم انتظار دل (۱۳۵۸) و نیز بعداً در آلبوم آرام جان (۱۳۷۷)، و سیما بینا با آهنگسازی محمدرضا لطفی در آلبوم چاووش ۸ (۱۳۵۷) آن را اجرا کرده‌اند. تفاوت اجرای شجریان با اجرای دوامی و سیما بینا در آن است که شجریان بیت هفتم این تصنیف («بعد از این ضرر ابلهم مگر …») را در گوشه عراق خوانده‌است.
همچنین محمد معتمدی در آلبوم یادواره عارف قزوینی با آهنگسازی محمدرضا لطفی این تصنیف را اجرا کرده، و خودِ محمدرضا لطفی نیز اجرایی از این تصنیف در آواز ابوعطا را در آلبوم خموشانه گنجانده‌است. پیش از او، مرضیه نیز این تصنیف را در آواز ابوعطا اجرا کرده بود؛ این اجرا با تنظیم روح‌الله خالقی در مجموعهٔ گل‌های رنگارنگ شمارهٔ ۳۱۶ منتشر شد.

## نقد
صادق رضازاده شفق که این تصنیف را به ترکی در استانبول منتشر کرده‌است، آن را از شاهکارهای عارف خوانده‌است. این تصنیف یکی از معروف‌ترین آثار عارف است و از بین صفحه‌هایی که دوامی ضبط کرده، صفحه‌ای که حاوی این تصنیف است شهرت بسیاری دارد.

## شعر
این تصنیف در قالب یک غزل با ۱۴ بیت سروده شده‌است ولی مشخص نیست که آیا عارف خود تمام آن را یکجا اجرا می‌کرده یا نه. خوانندگان پس از او، عموماً ۳ تا ۶ بیت آن را به صورت یکجا اجرا کرده‌اند.
| از کفم رها شد قرار دل     |  | نیست دست من اختیار دل      |
| هیز و هرزه‌گرد ضد اهل درد  |  | گشته زین در آن در مدار دل  |
| بی‌شرف‌تر از دل مجو که نیست |  | غیر ننگ و عار کار و بار دل |
| خجلتم کشد پیش چشم از آنک  |  | بود بهر من در فشار دل      |
| بس که هر کجا رفت و برنگشت |  | دیده شد سفید زانتظار دل    |
| عمر شدم حرام باختم تمام   |  | آبرو و نام در قمار دل      |
| بعد از این ضرر ابلهم اگر  |  | خم کنم کمر زیر بار دل      |
| هر دو ناکسیم گر دگر رسیم  |  | دل به کار من من به کار دل  |
| داغدار چون لاله‌اش کنم     |  | تا به کی توان بود خار دل   |
| همچو رستم از تیر غم کنم   |  | کور چشم اسفندیار دل        |
| خون دل بریخت از دو چشم من |  | خوش دلم از این انتحار دل   |
| افتخار مرد در درستی است   |  | وز شکستگی است اعتبار دل    |
| عارف اینقدر لاف تا به کی  |  | شیر عاجز است از شکار دل    |
| مقتدرترین خسروان شدند     |  | محور در کف اقتدار دل       |
| — عارف قزوینی             |  |                            |